# 爬兰
爬兰（学名：Herpysma longicaulis），为兰科爬兰属下的一个植物种。其种加词“Longicaulis”意为“长茎的”。